# Водонос (мультфильм)
«Водоно́с» (эст. Veekandja) — советский рисованный мультфильм, снятый режиссёром Рейном Рааматом на киностудии «Таллинфильм» в 1972 году. Первый эстонский рисованный мультфильм.

## Сюжет
Мультфильм состоит из 3 миниатюр для взрослых:

### Водонос /Veekandja
Про водоноса, который тащил воду из одной ёмкости в другую. Смотрит — уровень воды в них всегда уравнивается. Как только носитель воды не пытался решить эту проблему — всё не так. Посмотрел он вниз — оказалось, что ёмкости вместе соединены-то!

### Любовь /Armastas
Влюбился молодой парень в одну очень красивую девушку. Нарвал огромный букет ромашек — и бегом к своей любви. «Да будет жизнь счастливой вместе!» — подумал он. Но потом познал наш герой счастье совместного быта — стирать бельё своей возлюбленной…

### Надоедливый музыкант /Tüütu muusik
Сидит у себя дома мужичок, в ус не дует, качается на кресле. Но, вдруг, его покой прервал сосед, играющий сверху на трубе. Разозлило это мужичка — решил сожителю отомстить. Прокопал яму в самый низ, пропилил отверстие, где трубач сидел, и провалился сосед на самое дно ямы. Наконец-то можно спокойно отдохнуть. Но, не тут-то было! В здании неподалёку играл уже целый оркестр трубачей…

## Создатели
- Автор сценария — Рейн Раамат
- Режиссёр — Рейн Раамат
- Художник-постановщик — Рейн Раадме
- Композитор — Юло Винтер
- Оператор — Юри-Ааренд Сепп
- Звукооператор — Герман Вахтель
- Художники-мультипликаторы — Хельве Врагер, Криста Сагур, Эбе Трамберг, Рейн Раадме, Аарне Вазар
- Ассистент режиссёра — Айви Эварт
- Редактор — Сильвия Кийк
- Директор картины — Нафтали Иткин

## Создание
Для образования цеха рисованных фильмов было принято устроить конкурс художников, в котором участвовало несколько сотен человек, из которых отобрали 14. Для группы были организованы двухмесячные курсы художников-мультипликаторов, на которых преподавали режиссёр Фёдор Хитрук и художник-мультипликатор Иван Давыдов, пришедшие с киностудии «Союзмультфильм». Сценарий мультфильма режиссёр Рейн Раамат написал заранее. После долгой работы мультфильм вышел в 1972 году. Его увидели зрители СССР, Венгрии, Польши, Австрии, Нидерландов, Бразилии, Алжира, Сомали и Ганы.

## Премьеры
- Ноябрь 1972 — Грузинская ССР[2]